# Галковиці-Оцин
Галковиці-Оцин (пол. Gałkowice-Ocin) — село в Польщі, у гміні Вільчиці Сандомирського повіту Свентокшиського воєводства.
Населення — 210 осіб (2011).
У 1975-1998 роках село належало до Тарнобжезького воєводства.

## Демографія
Демографічна структура на день 31 березня 2011 року:
|          | Загалом | Допрацездатний вік | Працездатний вік | Постпрацездатний вік |
| -------- | ------- | ------------------ | ---------------- | -------------------- |
| Чоловіки | 105     | 14                 | 79               | 12                   |
| Жінки    | 105     | 18                 | 57               | 30                   |
| Разом    | 210     | 32                 | 136              | 42                   |